# Heinrich Mock
Heinrich Gustav Karl Mock (* 31. August 1904 in Altenburg; † 26. September 1984 in München) war ein deutscher Kunsthistoriker, Graphiksammler, -verleger und -händler.

## Leben
Heinrich Mock studierte von 1924 bis 1928 Volkswirtschaft und Kunstgeschichte in München, Berlin, Jena und Frankfurt am Main und wurde 1928 an der Universität Frankfurt mit einer Arbeit zur Wirtschaft der Stadt Altenburg zum Dr. rer. pol. promoviert. 1932 wurde er Geschäftsführer der väterlichen Armaturenfabrik Mock & Krumsiek. Sein Interesse galt aber vor allem der Kunst, ab 1929 engagierte er sich im Altenburger Kunstvereins, am 19. September 1933 wurde er ehrenamtlicher Direktor des Lindenau-Museums. Im Februar 1937 wurde er nach Denunziationen wegen Homosexualität verhaftet und Ende August 1937 nach § 175 RStGB zu drei Jahren Gefängnis verurteilt. Im November 1937 wurde ihm aus diesem Grund auch die Doktorwürde von der Universität Frankfurt entzogen. Im Februar 1938 wurde die Strafe auf zwei Jahre reduziert, seine Strafe verbüßte er im thüringischen Gefängnis Ichtershausen. Ende September 1939 wurde er entlassen, im Juni 1940 ging er eine Ehe mit einer Arzttochter ein, 1940 wurde er zur Wehrmacht eingezogen.
Mock war seit seiner Jugend Grafiksammler. 1946 gründete er in Altenburg den Graphik-Verlag Dr. Heinrich Mock. Der Verlag wurde 1949 vom Thüringer Volksverlag übernommen und trug nun den Namen Graphik-Verlag Dr. Heinrich Mock im Thüringer Volksverlag.
Im Grafischen Kabinett des Verlags fanden Kunstausstellungen statt, so 1950 von Paul Burghardt. 
Im Juli 1953 wurde der Verlag in den Dresdner Verlag der Kunst eingegliedert. Dort übernahm Mock das Lektorat für Graphik. Die Edition von Kunstmappen mit Grafiken Dürers, Rembrandts, von Meisterzeichnungen des 19. Jahrhunderts und Grafik der Gegenwart, die sich in Vorbereitung befanden, wurde unter Mocks Leitung fortgeführt. Von 1955 bis 1959 war Mock stellvertretender Direktor des Staatlichen Kunsthandels der DDR mit Sitz in Ost-Berlin tätig. Zusammen mit dem Maler Curt Wild-Wall veranstaltete er im Pankower Haus des Kulturbunds auch „künstlerisch-gesellige“ Abende. 1959 ging Mock mit seiner Ehefrau unter Mitnahme seiner Graphiksammlung nach Westdeutschland. Ab 1961 betrieb er in München den Verlag Graphikum und die Graphik-Börse Dr. Heinrich Mock. 1984 stiftete er seine Graphiksammlung als Stiftung Heinrich Mock dem Kunstforum Ostdeutsche Galerie in Regensburg.

## Veröffentlichungen (Auswahl)
- Die wirtschaftliche Entwicklung der Stadt Altenburg. St. Geibel, Altenburg 1929 (Dissertation).
- Der Meister des Hausbuchs. Verlag der Kunst, Dresden 1954.
- Einführung in die Techniken der graphischen Künste. Graphik-Verlag Dr. Heinrich Mock im Thüringer Volksverlag, Weimar 1949; Graphikum Dr. Heinrich Mock, München 1965.
- Der Graphiksammler. Wegweiser zur Einrichtung einer Graphik-Sammlung. Verlag Graphikum Dr. Heinrich Mock, München 1973.
- Biographie einer Graphiksammlung. Aufzeichnungen eines betagten Sammlers. Verlag Graphikum Dr. H. Mock Nachfolger J. M. Kurz, Bovenden 1979.